# Veselinovac
Veselinovac (cyr. Веселиновац) – wieś w Serbii, w okręgu kolubarskim, w mieście Valjevo. W 2011 roku liczyła 204 mieszkańców.